# Круміньш Віліс Карлович
Віліс Карлович Круміньш (латис. Vilis Krūmiņš, 27 травня 1919, Селпілсська волость Фрідріхштадтського повіту Курляндської губернії, тепер Сальського краю, Латвія — 26 серпня 2000, місто Рига, Латвія) — латиський радянський діяч, 2-й секретар ЦК КП Латвії, 1-й секретар ЦК ЛКСМ Латвії, заступник голови Ради міністрів Латвійської РСР. Депутат Верховної ради Латвійської РСР. Депутат Верховної ради СРСР 3—5-го скликань.

## Життєпис
Народився в бідній селянській родині. Закінчив початкову школу. З 1931 року працював за наймом у сільському господарстві в Єкабпілському та Бауському повітах.
У 1935—1940 роках навчався в Єкабпілському реальному училищі (гімназії).
Восени 1940 року вступив на факультет математики та природничих наук Латвійського державного університету, навчався заочно. Навчання в університеті не закінчив через початок німецько-радянської війни 1941 року.
Одночасно, в 1940 році закінчив трирічні педагогічні курси та викладав Конституцію СРСР у Єкабпілській середній школі. У 1941 році вступив до комсомолу, працював секретарем комсомольської організації середньої школи та економічного технікуму в Єкабпілсі.
Учасник німецько-радянської війни. З червня 1941 року входив до складу комсомольської роти в Єкабпілському повіті. З грудня 1941 року служив у складі 201-ї стрілецької Латиської дивізії, у жовтні 1942 року перетвореної на 43-ю гвардійську стрілецьку дивізію РСЧА. Був секретарем комсомольської організації 125-го гвардійського стрілецького полку, комсоргом 121-го гвардійського стрілецького полку, помічником начальника політичного відділу з комсомолу 43-ї гвардійської стрілецької дивізії. У 1945 році — помічник начальника політичного відділу по роботі серед комсомольців 130-го стрілецького корпусу. Воював на Західному, Північно-Західному, 2-му Прибалтійському та Ленінградському фронтах. Брав участь у Московській битві, Демянській, Ленінградсько-Новгородській, Мадонській та Ризькій операціях, блокаді курляндського угруповання німецьких військ. Був тричі поранений: 13 серпня 1942 року, 8 січня 1943 року та 7 травня 1945 року. Закінчив війну у званні майора.
Член ВКП(б) з 1942 року.
З травня 1946 до серпня 1947 року — секретар ЦК ЛКСМ Латвії з кадрів. У серпні 1947 — червні 1948 року — 2-й секретар ЦК ЛКСМ Латвії.
У червні 1948 — 28 квітня 1951 року — 1-й секретар ЦК ЛКСМ Латвії.
24 квітня 1951 — 1952 року — секретар ЦК КП(б) Латвії.
У травні 1952 — червні 1953 року — 1-й секретар Ризького обласного комітету КП Латвії.
23 червня 1953 — 17 січня 1956 року — 2-й секретар ЦК КП Латвії.
20 січня 1956 — 13 травня 1958 року — заступник голови Ради міністрів Латвійської РСР.
16 квітня 1958 — 27 січня 1960 року — 2-й секретар ЦК КП Латвії. Тривалий час відкрито дотримуватись поглядів «націонал-комунізму», за що був звільнений з партійної роботи.
У 1959 році закінчив заочно Латвійський державний університет.
12 лютого 1960 — вересні 1961 року — міністр освіти Латвійської РСР.
З травня 1962 до серпня 1999 року — директор Музею природи Латвійської РСР (Латвійської Республіки). Під його керівництвом значно розширилася експозиція музею, на базі музею природної історії створено Всесоюзний методичний центр з питань збереження природи та таксидермії.
У 1988 році обраний членом Ради Народного фронту Латвії. Президент Асоціації латиських стрільців. Підтримував національну незалежність Латвії.
Помер 26 серпня 2000 року в місті Ризі. Похований на Лісовому цвинтарі.

## Звання
- майор

## Нагороди
- орден Леніна (28.10.1948)
- два ордени Вітчизняної війни І ст. (22.05.1945; 11.03.1985)
- орден Вітчизняної війни ІІ ст. (6.11.1944)
- два ордени Трудового Червоного Прапора (1.03.1958,)
- орден Червоної Зірки (17.02.1944)
- медаль «За відвагу» (21.11.1942)
- медалі